# 파올로 우첼로
파올로 우첼로(Paolo Uccello, 1397년∼1475년)는 이탈리아의 화가이다. 원근법의 연구에 몰두한 우첼로는 마사초의 후계자, 또는 원근법의 발명자라고 불리는데, 실제로는 오히려 시적 환상의 세계를 그리고 있으며, 화려한 색반(色斑)과 풍부한 금을 사용하여 장식적 효과를 높이는 고딕의 전통에 살아 온 작가라고 말하는 편이 정확하다.

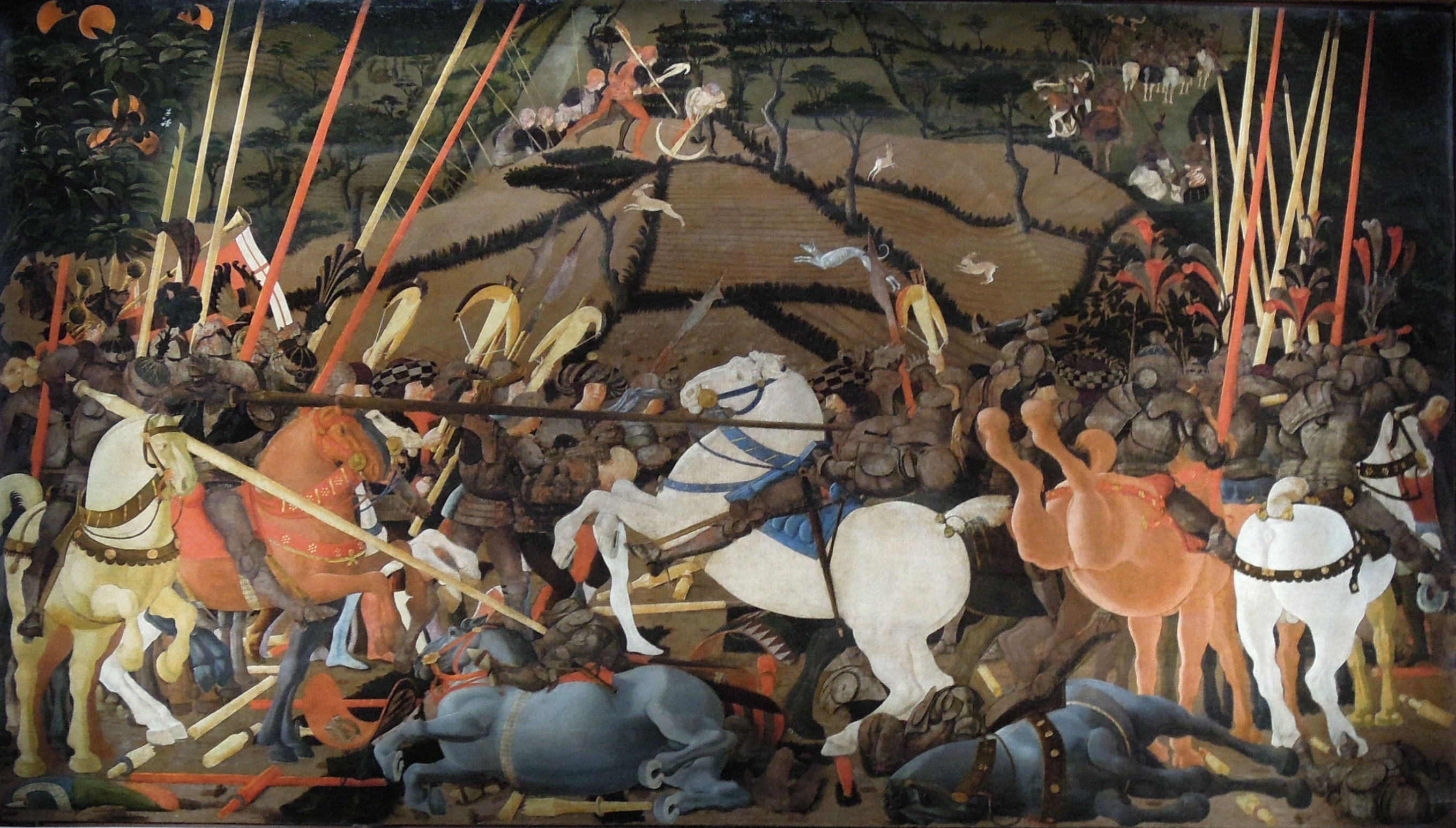
산 로마노의 전투, 우피치 미술관, 1436년-1440년

유명한 <산 로마노의 전투>(내셔널 갤러리, 우피치 미술관, 루브르 박물관)는 1432년 산 로마노에 있었던 시에나군(軍)을 격파한 니콜로 다 톨렌티노를 기념하기 위하여 제작한 것이다. 기마전은 일대 야외극(野外劇)으로서 장식풍으로 그려져 있고, 여기저기에 그가 자랑으로 여기는 단축법(短縮法, 지상에 가로누운 병사와 말)과 원근법(遠近法, 떨어진 창의 방향에 주의)을 구사하고 있는데, 서 있는 말은 마치 회전목마처럼 정지하고 있다.

## 주요 작품

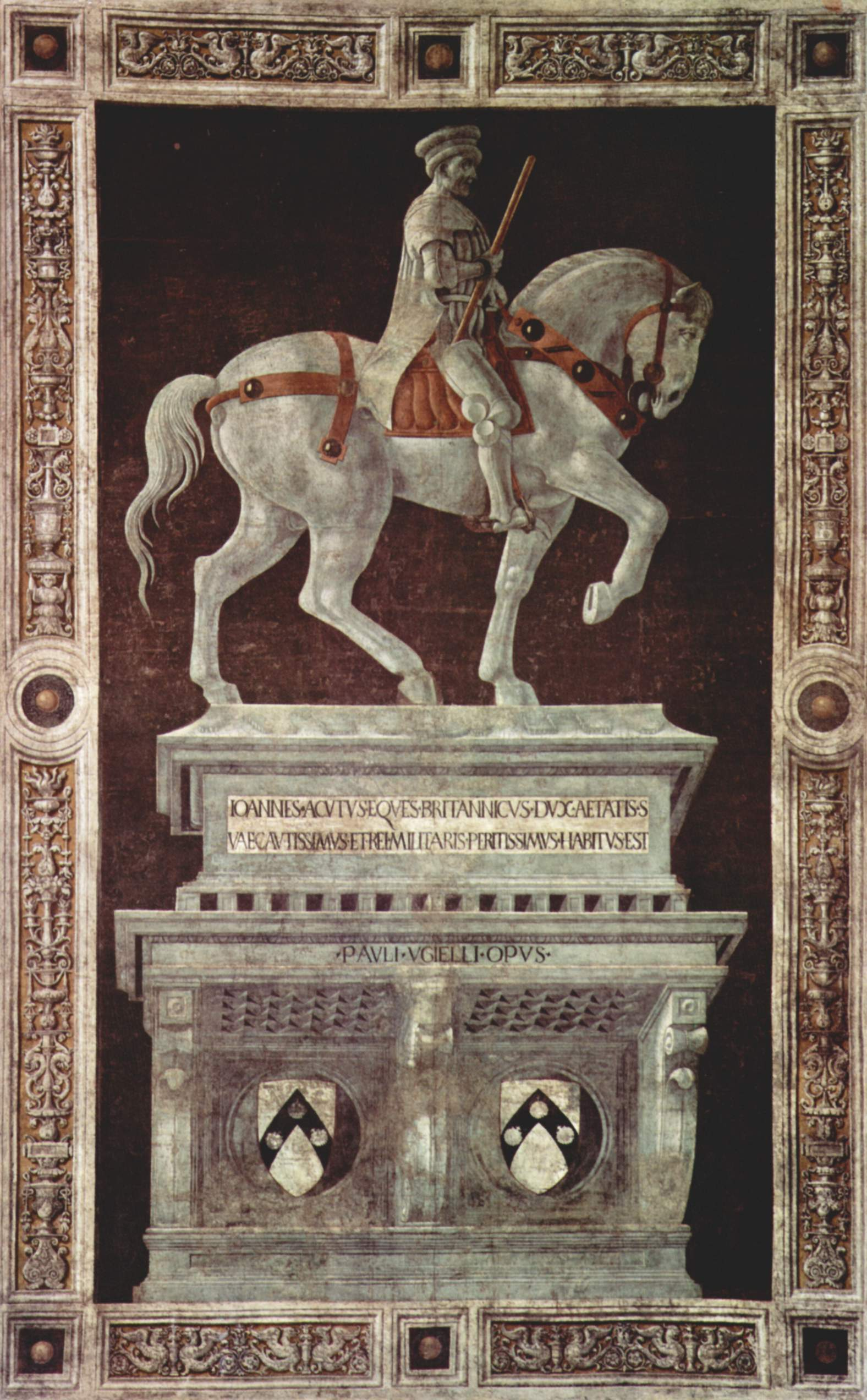
Funerary Monument to Sir John Hawkwood
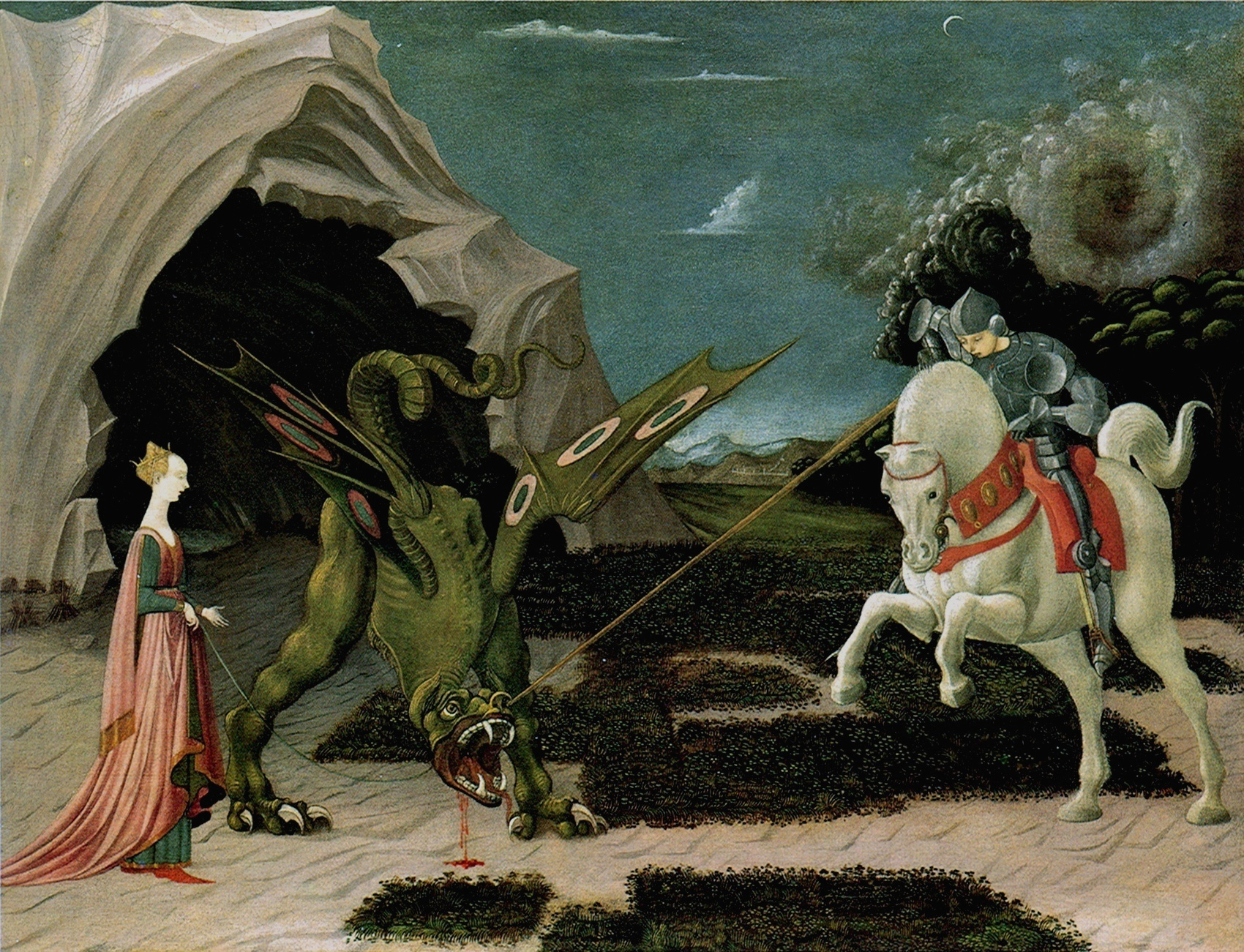
Saint George and the Dragon
The Hunt in the Forest